# Раснаволок
Раснаволок (Разнаволок, Раз-Наволочская, Раснярк — Травяной мыс) — историческое поселение (деревня, становище) на северо-западном берегу озера Имандры (мыс Раснаволок). Раз-Наволочская относилась к Кольскому уезду Архангельской губернии (ныне городской округ город Оленегорск с подведомственной территорией Мурманской области).

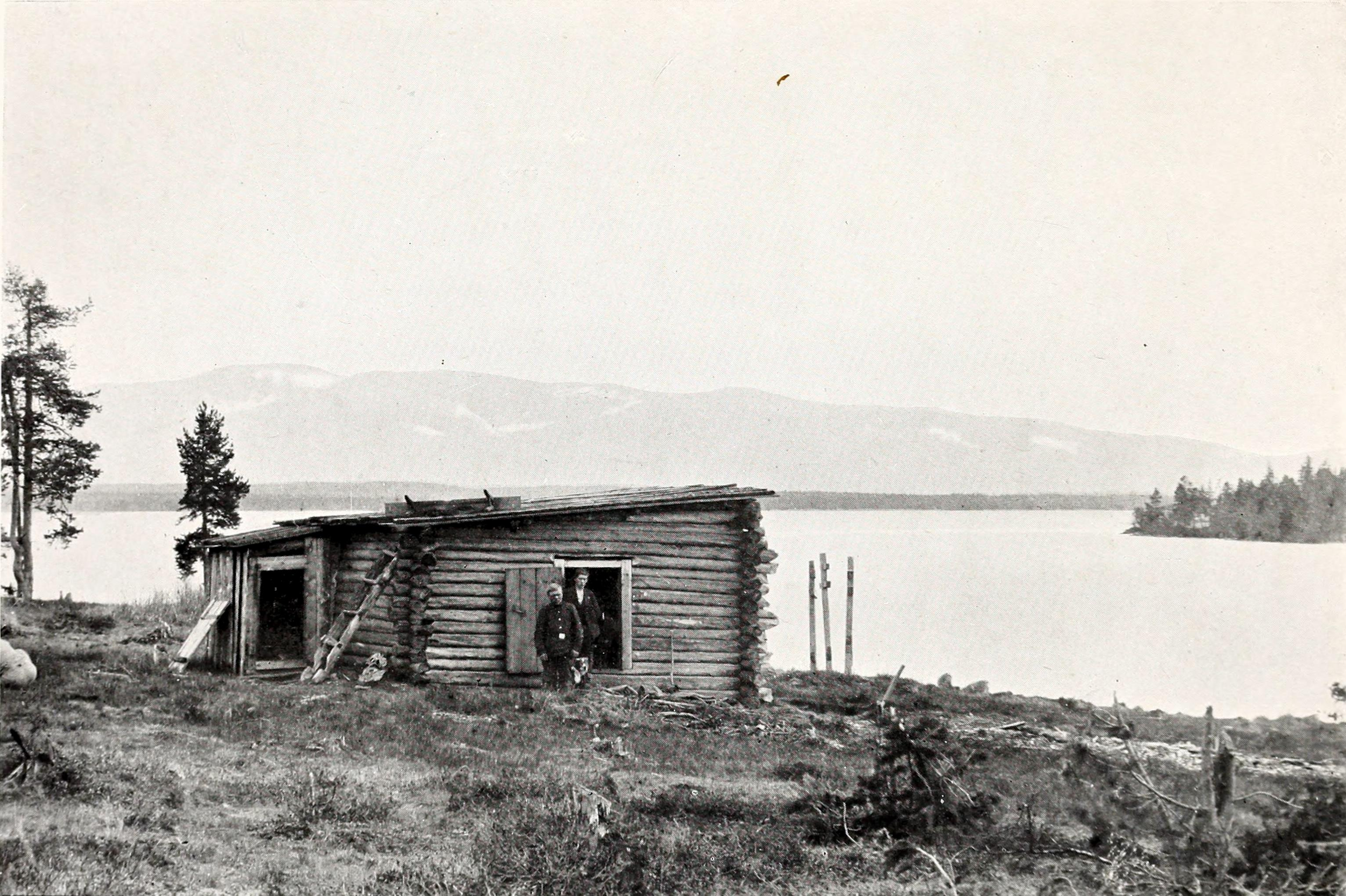
Раз-Наволок, начало XX века

В деревне в начале XX века был сборный пункт мурманских промышленников, отправляющихся в марте месяце на рыбные и морские промыслы в Колу и на Мурманский берег. Рабочих и промышленников ежегодно бывало в деревне от 2 до 2,5 тыс. человек. Между 15 и 25 марта в деревне устраивался торжок, к которому приходили саамы со своими оленями для перевозки рабочих и грузов на морской берег. В деревне имелась Алексиевская церковь, почтовая станция и несколько амбаров. Летом деревня почти пустела.
В 1892—1895 годах построена Алексиевская церковь (увезена в Пулозеро в 1904). Тогда в Раснаволоцком погосте были 1 дом и 6 туп (саамских зимних жилых бревенчатых избушек), жили 25 саамов, что держали 2180 оленей.
На картах указывается как минимум с 1824 года. В конце 1930 — середине 1940-х годов относилось к Имандровскому сельсовету.